# Большая Георгиевица
Большая Георгиевица, Гиоргиевица — река в России, протекает в Межевском районе Костромской области. Устье реки находится в 107 км по левому берегу реки Межа. Длина реки составляет 25 км. В 5,7 км от устья принимает слева реку Малая Георгиевица.
Исток реки находится в лесах южнее деревни Малая Избёнка в 11 км к северо-востоку от села Георгиевское (Межевской район). Река течёт преимущественно на юг, близ реки — деревни Козлиха и Поденьевица. Крупнейший приток — Малая Георгиевица (левый). В нижнем течении протекает по южным окраинам села Георгиевское, где и впадает в Межу.

## Данные водного реестра
По данным государственного водного реестра России относится к Верхневолжскому бассейновому округу, водохозяйственный участок реки — Унжа от истока и до устья, речной подбассейн реки — Бассей притоков Волги ниже Рыбинского водохранилища до впадения Оки. Речной бассейн реки — (Верхняя) Волга до Куйбышевского водохранилища (без бассейна Оки).
По данным геоинформационной системы водохозяйственного районирования территории РФ, подготовленной Федеральным агентством водных ресурсов:
- Код водного объекта в государственном водном реестре — 08010300312110000015679
- Код по гидрологической изученности (ГИ) — 110001567
- Код бассейна — 08.01.03.003
- Номер тома по ГИ — 10
- Выпуск по ГИ — 0